# CTV 2
 (mai 2022).
CTV 2 (anciennement CTV Two) est un système de télévision canadien privé en langue anglaise détenu par Bell Media. Le système consiste présentement en quatre stations détenues et exploitées en Ontario et trois en Colombie-Britannique, ainsi qu'une chaîne câblée régionale au Canada atlantique et une chaîne câblée régionale en Alberta.
CTV 2 offre une programmation complémentaire au principal réseau CTV de Bell Media – principalement des séries récentes ou jeunes dont l'auditoire est plus restreint que sur le réseau CTV principal.

## Histoire

### NewNet
La marque NewNet a débuté en septembre 1995 lorsque CHUM Limited a désaffilié la station CKVR Barrie (à 65 km de Toronto) du réseau CBC afin de rajeunir son image avec un logo et un bulletin de nouvelles décontracté sous la forme de CITY-TV, qui leur appartenait. Profitant du fait que le signal de CKVR était déjà distribué sur le service de câble de base à Toronto, CKVR est devenu le diffuseur officiel des matchs des Raptors de Toronto.
Cette expérience jugée satisfaisante, CHUM décide alors d'appliquer la nouvelle image aux stations nouvellement acquises de Baton Broadcasting en 1997, soit CHRO Pembroke, CFPL London, CHNX Wingham et CHWI Windsor, qui ont toutes été affiliées du réseau CBC. La station CIVI Victoria a été lancée en octobre 2001. Le nom NewNet n'a pas été utilisé en ondes, mais était utilisé pour identifier son groupe de stations aux commanditaires. Chaque station utilisait le nom The New XX où XX identifie les deux dernières lettres d'appel de la station (par exemple, The New WI pour CHWI).

### A-Channel
En novembre 2004, CHUM fait l'acquisition de Craig Media, qui opérait des stations A-Channel à Winnipeg, Calgary et Edmonton. Le 2 août 2005, CHUM change l'affiliation de ces stations à Citytv, puis change l'image de ses stations NewNet pour A-Channel, avec un nouveau logo.
En juillet 2006, CTVglobemedia annonce son intention de faire l'acquisition de CHUM Limited, ayant comme plan initial de conserver les stations Citytv et vendre les stations A-Channel. En avril 2007, Rogers Communications annonce son intention d'acquérir les stations A-Channel. Dans la décision du CRTC du 8 juin 2007, la transaction est approuvée à la condition que CTVglobemedia revend Citytv, mais est autorisé à conserver les stations A-Channel. La transaction a été complétée le 22 juin, où Rogers prend le contrôle de Citytv.
Au niveau programmation, CTVglobemedia fait l'acquisition de nombreuses séries pour A-Channel et y déplace aussi des séries moins populaires diffusées sur CTV.

Logo de 'A' (2008-2011)

À la rentrée en septembre 2008, A-Channel devient tout simplement A (stylisé /A\). La station ASN à Halifax et les stations Access en Alberta adoptent aussi la nouvelle marque.

### Problèmes financiers
Le 25 février 2009, CTVgm annonce son intention de ne pas renouveler la licence de ses stations CHWI Wheatley / Windsor et CKNX Wingham en raison de la crise financière mondiale, ainsi que la station CKX-TV Brandon (Manitoba), affilié à CBC. De nombreuses émissions matinales ou de nouvelles de fin de soirée ont été supprimées, et 118 personnes ont perdu leur emploi, soit 23 % de leurs effectifs. À la fin avril, Shaw Communications s'est montré intéressé à acquérir les trois stations pour 1 $ chacun, mais a abandonné deux mois plus tard. Le 8 juillet, CTVgm annonce qu'elle va conserver CHWI à la suite d'un changement de politique du CRTC sur le financement des stations de télévision locales et les efforts de lobbying de Windsor de conserver la station en ondes. Conséquemment, CTVgm dépose une demande auprès du CRTC afin de fermer la station CKNX et convertir son émetteur en ré-émetteur de CFPL à partir du 31 août 2009. De plus, Bluepoint Investment Corporation s'est montré intéressé à faire l'acquisition de CKX-TV Brandon, mais s'est désisté le 1er octobre, ayant comme conséquence la fermeture de la station le lendemain.
Le 10 septembre 2010, Bell Canada annonce son intention d'acquérir les activités de diffusion de CTVglobemedia, revendant The Globe and Mail à Woodbridge (Bell conserve 15 % de propriété). Le CRTC a approuvé la transaction le 7 mars 2011, qui a été complétée le 1er avril 2011.

### CTV Two

Logo de CTV Two (2011–2018)

Le 30 mai 2011, lors de l'annonce de sa programmation d'automne, a aussi annoncé le changement de nom des stations /A\ pour CTV Two, effectif le 29 août 2011, date où les stations seront lancées en haute définition et les émetteurs convertis au numérique. Des ré-émetteurs de CKVR à Fronthill (Niagara) et la tour CHCH (Hamilton) ont été ajoutés afin de permettre la substitution simultanée sur un plus grand territoire.
À l'automne 2018, le logo change pour « CTV 2 ».

## Stations de CTV Two

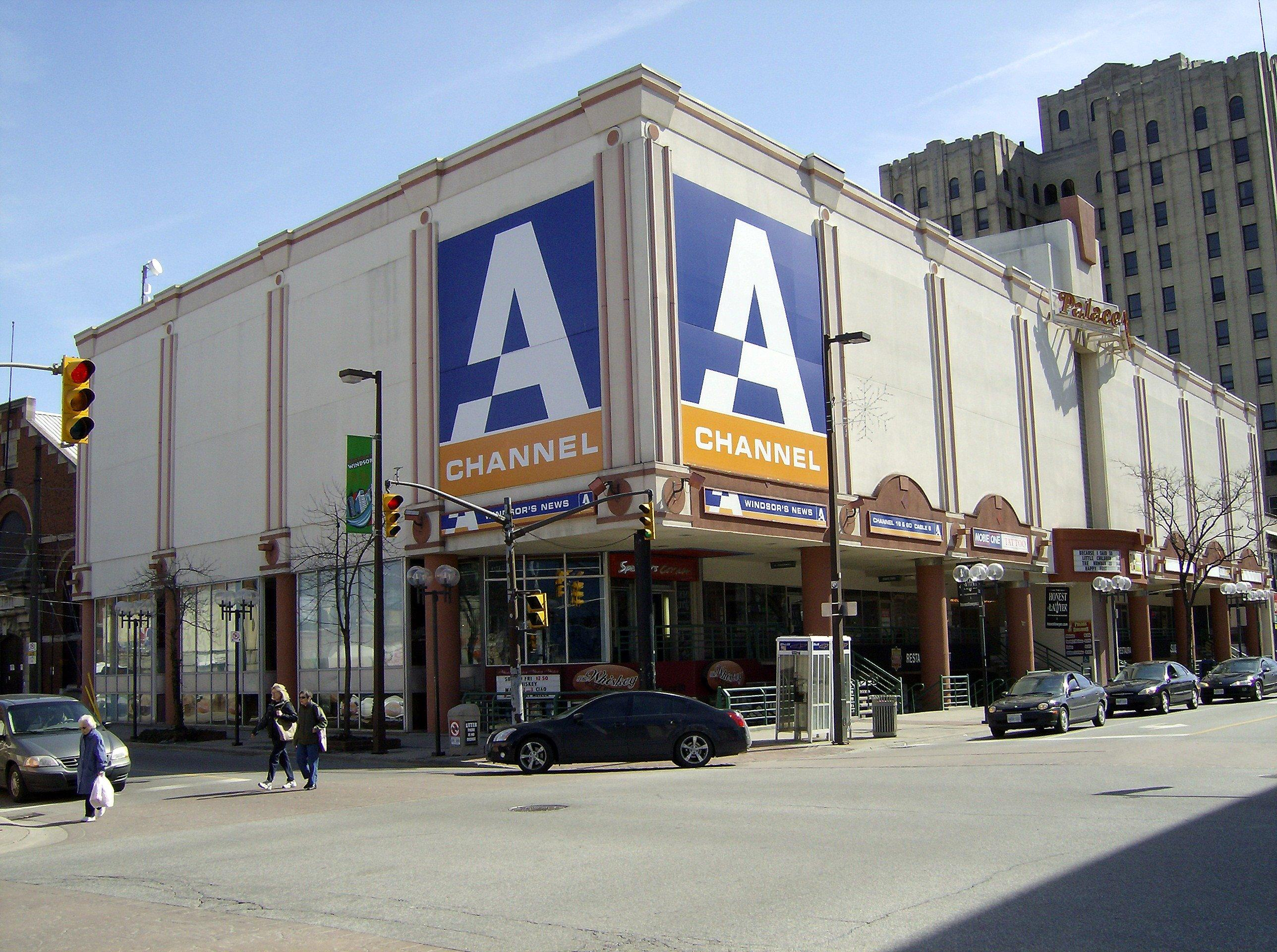
Bâtiment du studio de CHWI-TV à Windsor

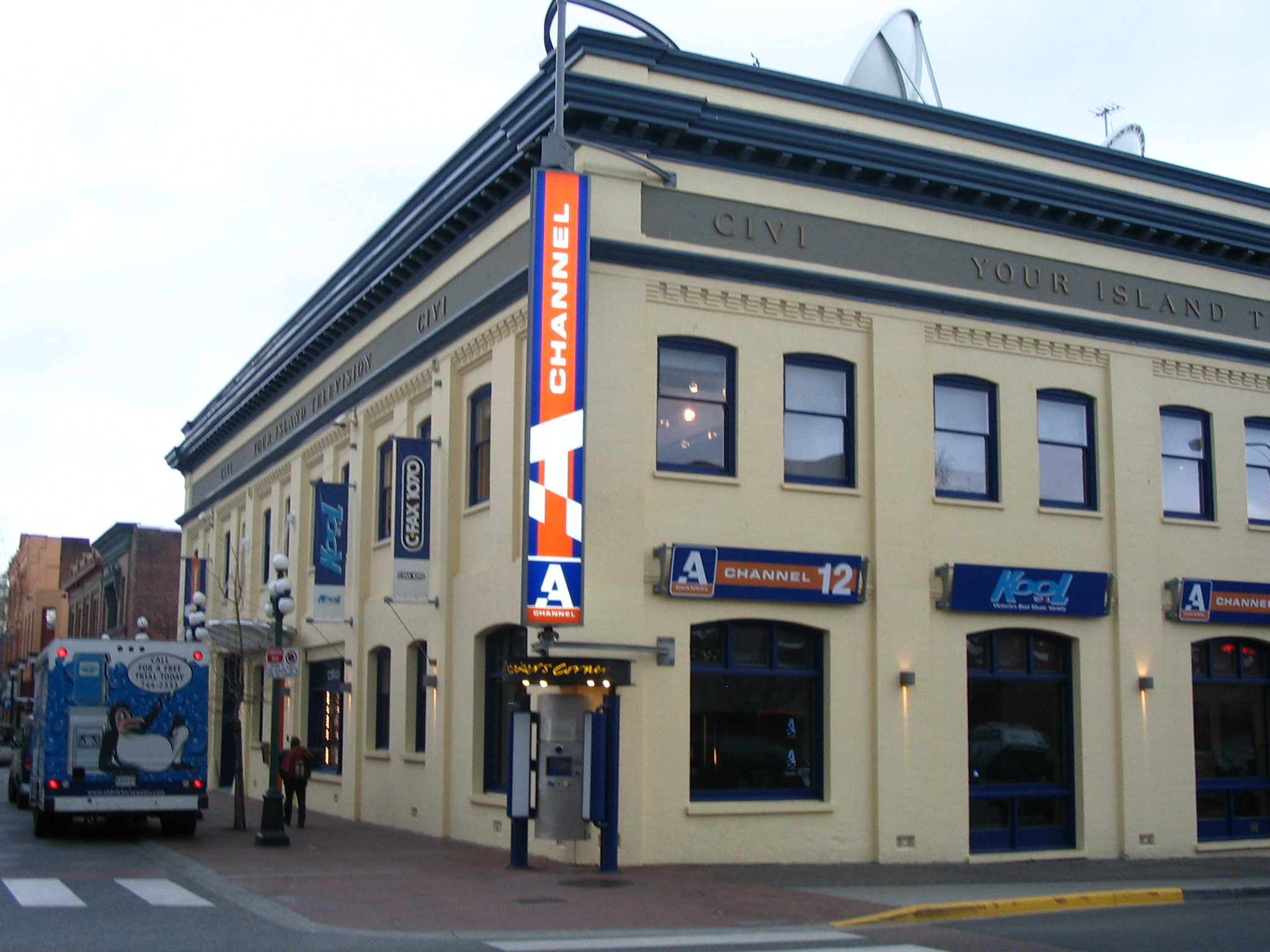
Bâtiment du studio de CIVI-TV à Victoria

### Terrestres
- Barrie, Ontario : CKVR-DT
- London, Ontario : CFPL-DT (en)
- Pembroke/Ottawa, Ontario : CHRO-TV
- Wheatley/Windsor, Ontario : CHWI-DT
- Victoria, Colombie-Britannique : CIVI-DT (en)
- Dawson Creek, Colombie-Britannique : CJDC-TV (en)
- Terrace : CFTK-TV

### Câble et satellite
- Halifax/Canada atlantique : CTV 2 Atlantic (en)
- Alberta : CTV 2 Alberta - supportée à travers la province par le câble. Licenciée en tant que service de télévision éducatif dans la province d'Alberta[2].

Les émetteurs en Alberta ont été mis hors service le 31 août 2011 :
- Edmonton : CJAL-TV
- Calgary : CIAN-TV

## Programmation
Les stations de Barrie, Victoria, Pembroke et London produisent des bulletins de nouvelles locales les matins de semaine. Sauf Pembroke/Ottawa, elles produisent aussi des bulletins de nouvelles à 12 h, 18 h et 23 h.
En tant que NewNet, le réseau diffusait principalement des films et des séries provenant de The WB, UPN et les émissions et séries les moins populaires des quatre grands réseaux. Certaines émissions de Citytv étaient diffusées sur le réseau à des heures différentes.
En tant que CTV Two, la programmation de jour est composée principalement de la même programmation du réseau CTV mais à des heures différentes, permettant un maximum d'opportunités de substitution simultanée sur le câble.
La programmation de soirée est dépendante de la programmation du réseau CTV. En général, les émissions de téléréalités et les séries moins populaires se retrouvent sur CTV Two, ainsi que les rediffusions afin de permettre au réseau CTV de diffuser en simultané les émissions et séries en première diffusion.
Plusieurs séries diffusées sur CTV Two sont aussi disponibles le lendemain sur le site web de la chaîne et rediffusées sur l'une des chaînes spécialisées de Bell Media dont Space, Much ou Bravo.